# گوش سیاه دریا
گوش سیاه دریا (نام علمی: Haliotis cracherodii) نام یک گونه از سرده گوش دریا است.